# Épître à Diognète
L’Épître à Diognète (grec ancien : Πρὸς Δίογνητον) est une lettre d’un auteur chrétien anonyme qui date de la fin du IIe siècle. Il s’agit d’un écrit apologétique adressé à Diognète pour démontrer la nouveauté radicale du christianisme sur le paganisme et le judaïsme.

## Histoire

### Le manuscrit
Henri-Irénée Marrou a retracé, en 1951, l'histoire mouvementée du seul manuscrit dont nous disposons, depuis sa découverte à Constantinople, au début du XVe siècle, dans une poissonnerie où il servait de papier d'emballage, jusqu'à son arrivée à la bibliothèque de l'abbaye de Munster où il est édité en 1592 par Henri Estienne ; en 1793, il est déposé dans le cadre de l'interdiction des congrégations catholiques, à la bibliothèque municipale de Strasbourg où il est détruit en 1870 dans les incendies déclenchés par l'artillerie allemande.

### Le destinataire
Pour Marrou, il s’agit de Claudios Diognetos, procurateur équestre en poste en Égypte entre 197 et 202 ; d'autres évoquent le philosophe stoïcien Diognète, un des précepteurs de Marc-Aurèle. Il se peut aussi que ce nom (« enfant de Zeus ») désigne symboliquement les amis païens de l'auteur.

### L'auteur
Estienne attribue la rédaction de l'Épître à Justin (100-165), considéré comme le premier philosophe chrétien ; par la suite, d'autres attributions furent proposées : Clément (150-215) qui enseignait alors à Alexandrie, Pantène (déc. 216), le fondateur de l’école catéchétique ou encore Caius Asinius Quadratus ou Méliton de Sardes ou Théophile d'Antioche.

## Citation
L'adhésion des chrétiens au Christ leur impose, sans se distinguer des autres hommes, d'être « l'âme du monde » :

« Les chrétiens ne sont distingués du reste des hommes ni par leurs pays, ni par leur langage, ni par leur manière de vivre ; ils n'ont pas d'autres villes que les vôtres, d'autre langage que celui que vous parlez ; rien de singulier dans leurs habitudes. […] Ils habitent leurs cités comme étrangers, ils prennent part à tout comme citoyens, ils souffrent tout comme voyageurs. […] Comme les autres, ils se marient, comme les autres, ils ont des enfants, seulement ils ne les abandonnent pas. […] Les chrétiens sont dans le monde ce que l'âme est dans le corps : l'âme est répandue dans toutes les parties du corps ; les chrétiens sont dans toutes les parties de la Terre ; l'âme habite le corps sans être du corps, les chrétiens sont dans le monde sans être du monde. »

— Trad. de Genoude, 1837-1843

## Traductions
- Épître à Diognète, dans la collection Sources chrétiennes, édité à deux reprises par H.-I. Marrou, porte le numéro 33 bis.
- Épître à Diognète. Comment vivre en chrétien, dans la collection La manne des Pères, Saint-Léger Éditions.
- À Diognète, in Premiers écrits chrétiens, dir. B. Pouderon, J.-M. Salamito, V. Zarini, La Pléiade, NRF, Gallimard, pp. 810-821.
- Justin de Naplouse et Antoine Eugène Genoud (Traduction), Épître à Diognète, suivi : Du livre de La Monarchie, CreateSpace Independent Publishing Platform, 2016, 28 p. (ISBN 978-1533045898)

## Annexe